# Токин, Бошко
Бошко Токин (югосл. Boško Tokin, 1894—1954) — югославский кинокритик, пропагандист киноискусства, поэт, переводчик, издатель. Автор книг «История седьмого искусства» (осталась в рукописи) и «Кинолексикон» (1953, в соавторстве с Владетой Лукичем). В 1970-е годы основные его работы были перепечатаны в журналах «Филмска культура» и «Филмске свеске».

## Биография
Бошко Токин родился в 1894 году в Югославии. В 1920 году опубликовал свою первую статью о кино в белградской газете «Прогресс». Вместе с Любомиром Мицичем подписал в городе Загреб «Манифест Зенитизма» в 1921 году. В 1923 году основал и стал председателем «Клуба синефилов» в Белграде, ставшим наиболее крупным объединением кинолюбителей в 20-х годах. Работал в 1924 году вместе с кинокритиком Драганом Алексичем над пародийном авангардистским фильмом «Разбойники в Топчидере», выступив автором сценария и сорежиссёром. Фильм остался незавершённым, так как монтажёр уничтожил киноплёнку, посчитав её бессмысленной. С 1926 года работал издателем и редактором журнала «Филм» в Загребе, сотрудничал со многими изданиями под творческим псевдонимом «Филмус». Умер в 1954 году.

## Наиболее значимые работы
- «Будущее художественного фильма» (1923)
- «Кино и музыка света»
- «Экспрессионистский фильм» (1924)
- «Кино снов и поэзии» (1925)
- «Фотогеничное лицо»
- «Философия кино»
- «Фотогения» (1926)
- «Эстетика кино» (1928)
- «Путем художественного кино» (1929)
- «Кинолексикон» (1953)

## Эстетические взгляды
Бошко Токин говорит о том, что самым существенным в кинематографе является передача ощущения или идеи с помощью движущегося изображения. Именно динамика движения, которая неразрывно связана с техникой и светом, отличает кинематограф от прочих видов искусств. Кинематограф является одновременно и зрительным, и движущимся искусство. Оно существует и во времени, и в пространстве, а через фотогению устанавливается ещё одна связь его—с фотографией.
Бошко Токин полагает, что эстетик кино должен уметь видеть, и уметь регистрировать увиденное. Эстетика кино специфична и самостоятельна, она создавалась в трудных обстоятельствах.
Эстетик говорит о том, что кино постепенно становится судьбой поколения, живущее в эпоху развитой техники и промышленности. На смену книгам и газетам приходит кинематограф, превращаясь в мифологию масс и инструмент переоценки ценностей. Кино создаёт новую эпоху — эпоху кинематографической выразительности. Кинематограф становится седьмым видом искусства. Эстетика кино не является чем-то окончательным, так как кинематограф ещё молод как искусство. Но Бошко Токин уверен, что кристаллизация кино неизбежна. Как и кристаллизация искусства, кристаллизация кино требует времени. Все виды искусства стремятся к цельности, по этой причине эстетика кино становится все более конструктивной.
В кинематографе всегда существуют точки соприкосновения с реальностью, с живыми существами, механикой и техникой. Кино — живое искусство. В кинематографе единственно плодотворным методом является индуктивный метод, исходить из теорий не следует.
Кинематограф внушает, одновременно с тем фотографирует и описывает. Предмет кино не состоит из абстракций, не нарисован, но даже нечто абстрактное обладает в кинематографе конкретной основой.
Бошко Токин утверждает, что существует множество хроникёров кино и кинокритиков, однако эстетиков можно пересчитать по пальцам. К числу эстетиков кино он относит Эли Фор, Марсель Л’Эрбье, Жан Эпштейн, Рене Клер, Леон Муссинак, Риччото Канудо, Вальтер Блэм, Рудольф Хармс , Карел Тейге, А.Дельпеш.
Вместе с тем, перечисленные теоретики кино редко охватывают проблематику кино, вопросы и его жанры. Бошко Токин говорит о том, что они изучают лишь отдельные категории и свойства кино, противопоставляя их другим свойствам и категориям. Но это является лишь подготовкой к будущей и более обстоятельной киноэстетике, так как искусство кинематографа находится только в процессе своего становления.